# Port St. Lucie
Port St. Lucie is een plaats (city) in de Amerikaanse staat Florida, en valt bestuurlijk gezien onder St. Lucie County. Het is met 204.851 inwoners (2020) de zevende stad van de staat Florida.

## Demografie
Bij de volkstelling in 2020 werd het aantal inwoners vastgesteld op 204.851.

## Geografie
Volgens het United States Census Bureau beslaat de plaats een oppervlakte van
198,6 km², waarvan 195,6 km² land en 3,0 km² water.

## Plaatsen in de nabije omgeving
De onderstaande figuur toont nabijgelegen plaatsen in een straal van 16 km rond Port St. Lucie.